# ادبیات شبانی

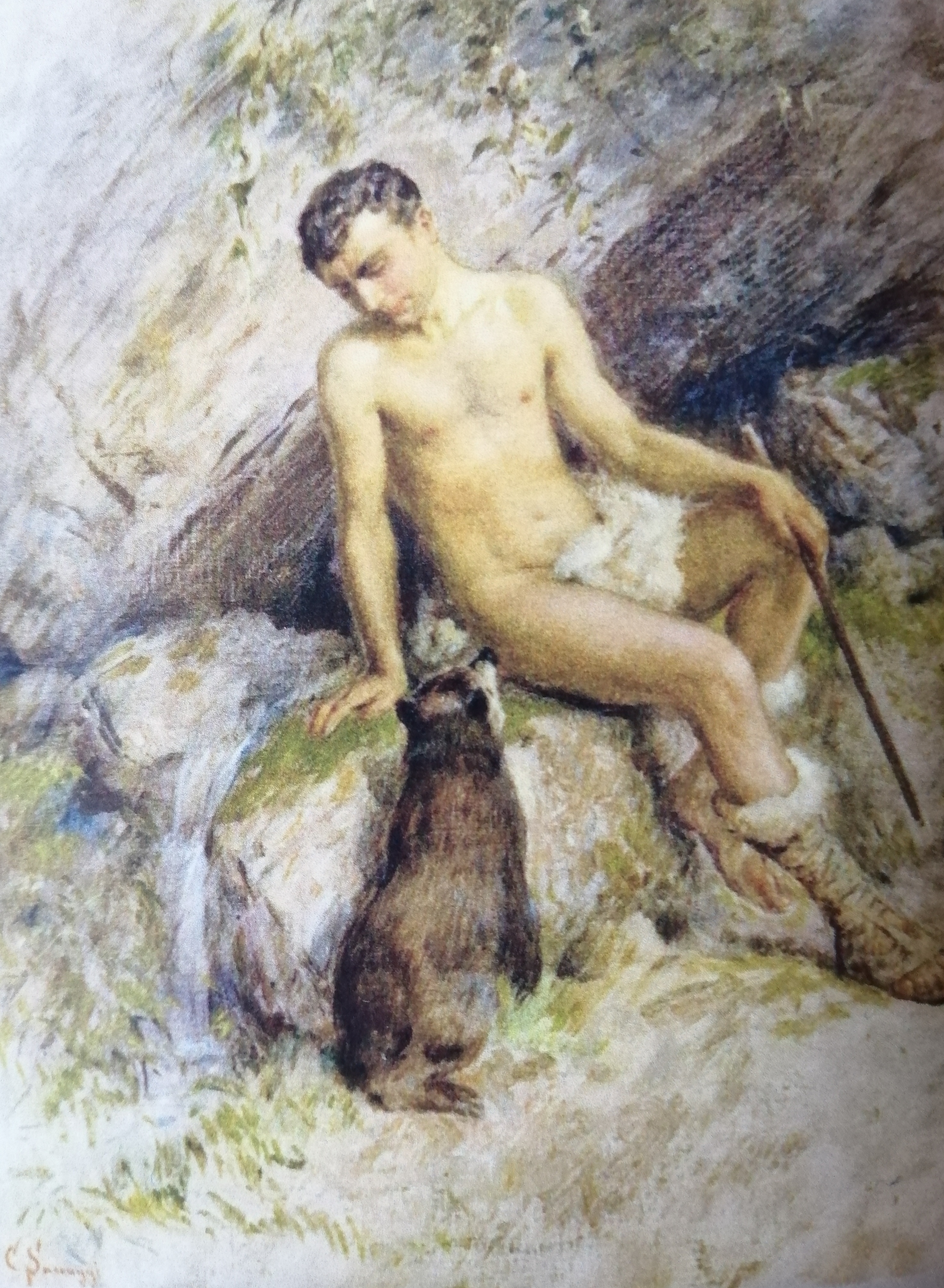
چوپان آرکادیا، اثر سزاره ساکاگی از تورتونا

ادبیات شبانی (به انگلیسی: Pastoral) گونه‌ای از ادبیات شامل نثر و شعر است که به جهان طبیعی و رابطه انسان با طبیعت در محیط‌های روستایی می‌پردازد و معمولاً آن را در قالبی آرمانی به تصویر می‌کشد. این نوع ادبیات سابقه‌ای طولانی دارد و با چوپان به‌عنوان نماد اصلی ارتباط نزدیک انسان با طبیعت شناخته می‌شود.
ویرژیل، شاعر رومی و نویسنده اثر حماسی انه‌اید، شعر شبانی را به‌عنوان مرحله‌ای از مسیر حرفه‌ای شاعران مطرح کرد که از سرودن اشعار شبانی آغاز می‌کردند و در نهایت با خلق آثار حماسی به اوج می‌رسیدند. تصاویر در ادبیات شبانی معمولاً زیبایی طبیعت و سادگی زندگی روستاییان را برجسته می‌کنند. چوپان‌ها نماد زندگی ساده و هماهنگ با طبیعت هستند و به‌عنوان نماد این نوع ادبیات شناخته می‌شوند.
ادبیات شبانی جامعه چوپانان را ساده و دور از پیچیدگی‌ها و فساد زندگی شهری به تصویر می‌کشد. این نوع ادبیات از بوقلمون‌های تئوکریتوس آغاز شد و با آثار ویرژیل به اوج رسید. در رنسانس و دوران‌های بعدی، شاعران و نویسندگانی چون دانته، ادموند اسپنسر، جان میلتون، و جان گِی این سنت را ادامه دادند. موضوعاتی چون عشق، مرگ و تضاد زندگی ساده با مشکلات اجتماعی از ویژگی‌های اصلی این آثار است. برخی آثار شبانی در قالب شعر، رمان و درام به انتقاد از جامعه معاصر یا بازتاب مسائل شخصی و سیاسی پرداخته‌اند.
ادبیات شبانی در فرهنگ شعری انگلیسی با اثر تقویم چوپانان (۱۵۷۹) نوشته ادموند اسپنسر معرفی شد. در دوران مختلف، نویسندگانی چون الکساندر پوپ و بن جانسون نیز به این سبک پرداختند، اما اوج این نوع ادبیات در جنبش رمانتیسم قرن نوزدهم با آثاری از ویلیام وردزورث بود. با این حال، وردزورث رویکردی منتقدانه به این سبک داشت و در آثاری چون کلبه ویران‌شده، زوال و تراژدی را به تصویر کشید که زیبایی محیط‌های آرمانی قادر به جلوگیری از آن نبود.

## نگارخانه

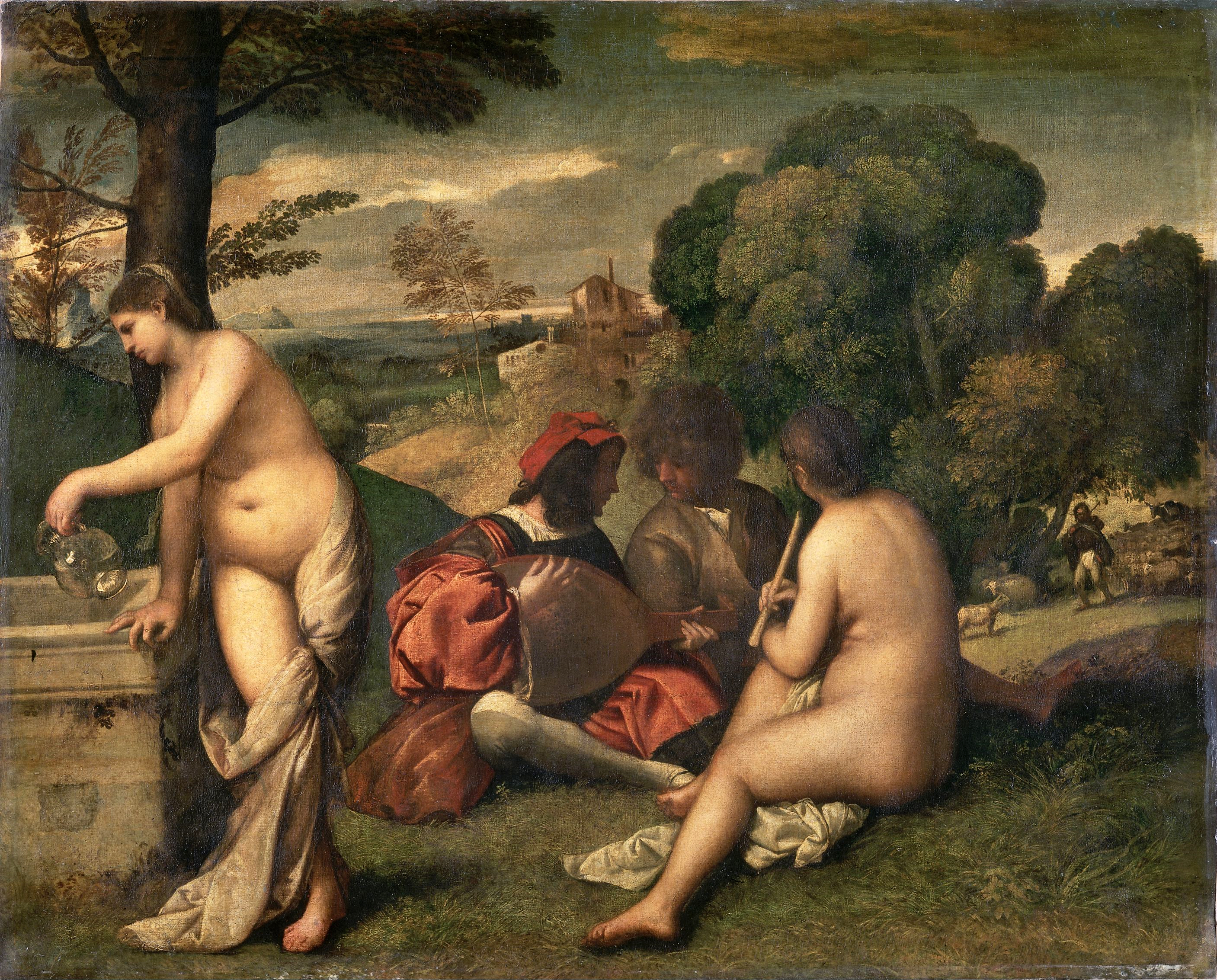
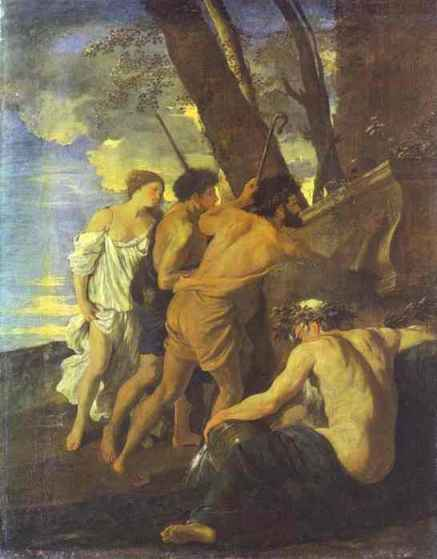
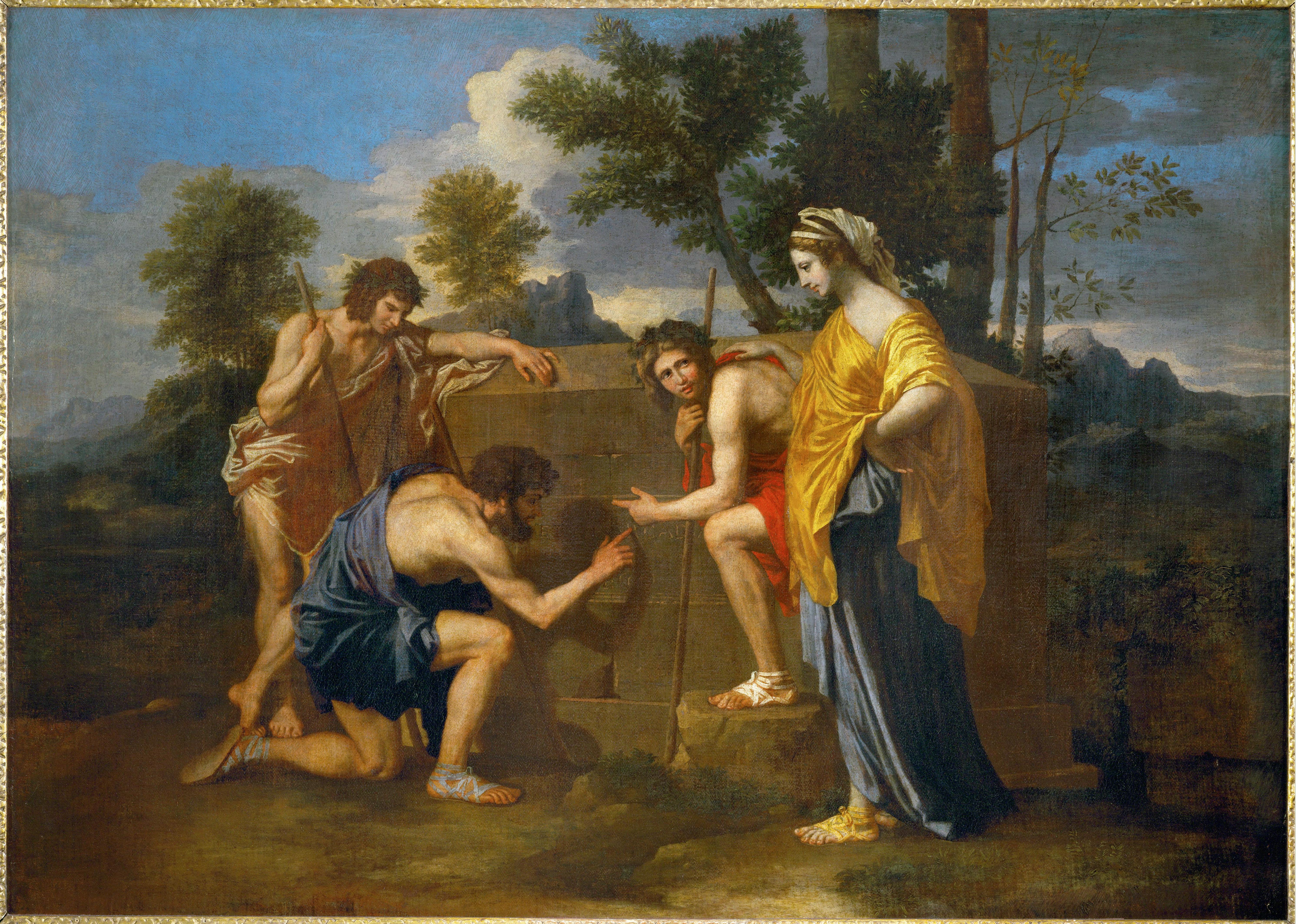
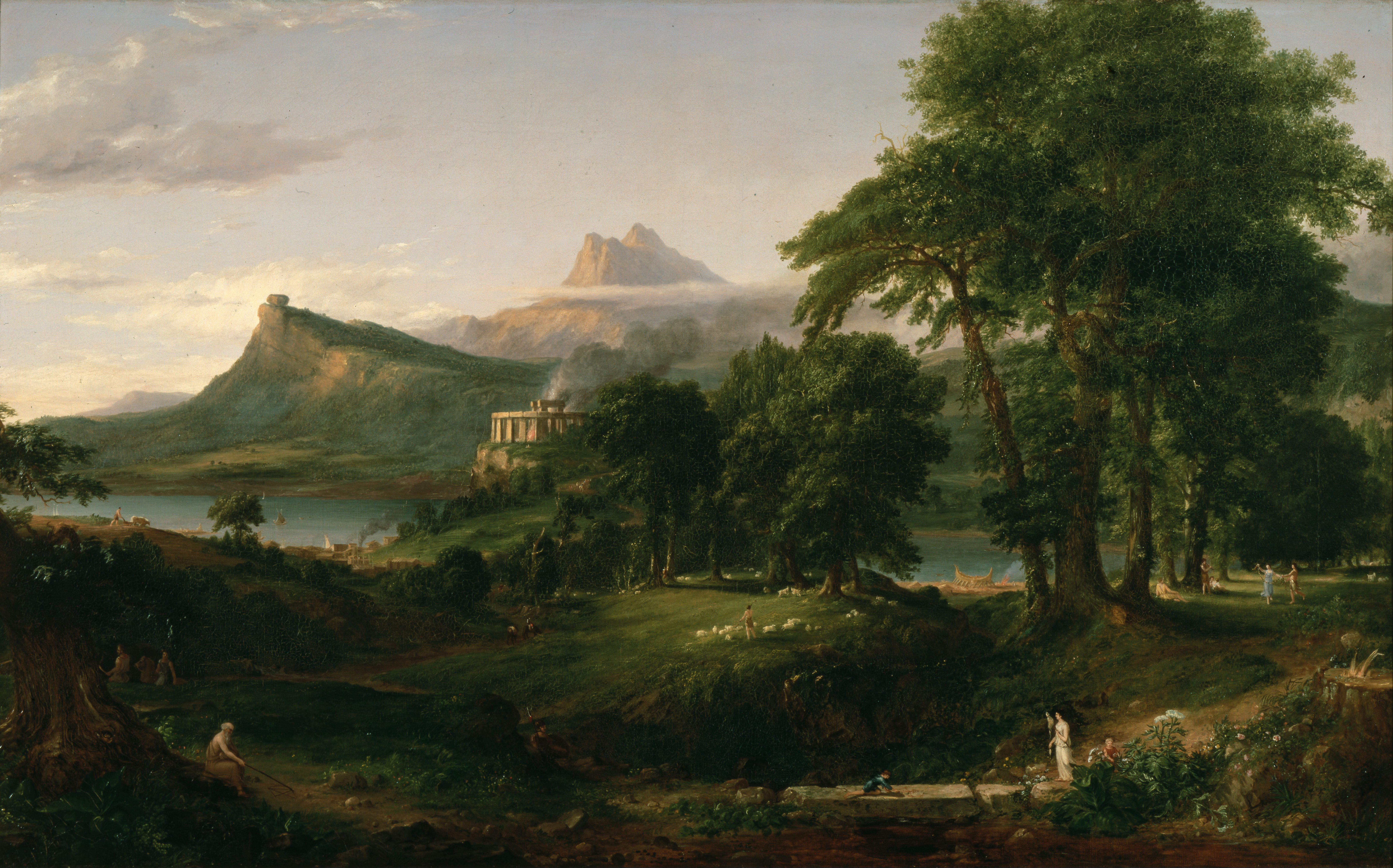